# Dichrorampha coniana
Dichrorampha coniana is een vlinder uit de familie bladrollers (Tortricidae). De wetenschappelijke naam is voor het eerst geldig gepubliceerd in 1953 door Obraztsov.
De soort komt voor in Europa.